# 高尚镇
高尚镇，是中华人民共和国广西壮族自治区桂林市兴安县下辖的一个乡镇级行政单位。

## 行政区划
高尚镇下辖以下地区：
高尚田社区、尚义村、茗田村、直义村、金山村、江东村、高田村、堡里村、济中村、东源村、仁和村、龙田村、西河村、乐群村、东河村、灵龙村和凤凰村。